# Hell in a Cell (2015)
Hell in a Cell (2015) foi um evento de wrestling profissional produzido pela WWE e patrocinado pelo WWE 2K16 da 2K Sports, que foi transmitido em formato pay-per-view e pelo WWE Network em 25 de outubro de 2015, no Staples Center, na cidade de Los Angeles, Califórnia. Este foi o sétimo evento da cronologia do Hell in a Cell e o décimo pay-per-view de 2015 no calendário da WWE. Este é também o primeiro pay-per-view da WWE, além do SummerSlam, a ser realizado na cidade de Los Angeles desde o No Way Out de 2007.
Oito lutas foram disputadas no evento, incluindo uma no pré-show. No evento principal, Brock Lesnar derrotou The Undertaker em uma luta Hell in a Cell, sua segunda luta dentro da estrutura, a primeira foi no evento No Mercy de 2002. Também no evento, Alberto Del Rio voltou à WWE para responder ao desafio aberto de John Cena e derrotá-lo para vencer o WWE United States Championship.

## Produção

### Conceito
Hell in a Cell é uma gimmick anual de pay-per-view, geralmente produzido todo mês de outubro pela WWE desde 2009. O conceito do show vem da luta Hell in a Cell da WWE, na qual os competidores lutam dentro de uma estrutura de 6 metros de altura que envolve o ringuel e a área do lado do ringue. A luta do evento principal do card é disputada sob a estipulação Hell in a Cell. O evento de 2015  foi o sétimo evento sob a cronologia Hell in a Cell e o último antes da reintrodução da extensão da marca em julho de 2016, que novamente dividiu o plantel entre as marcas Raw e SmackDown.

### Rivalidades
O card consistiu em oito lutas, incluindo uma no pré-show, que resultaram de enredos roteirizados, onde os lutadores retratavam vilões, heróis ou personagens menos distinguíveis em eventos roteirizados que criaram tensão e culminaram em uma luta ou série de lutas, com resultados pré-determinados pelos escritores da WWE, enquanto as histórias foram desenvolvidas nos principais programas de televisão da WWE, Raw e SmackDown.

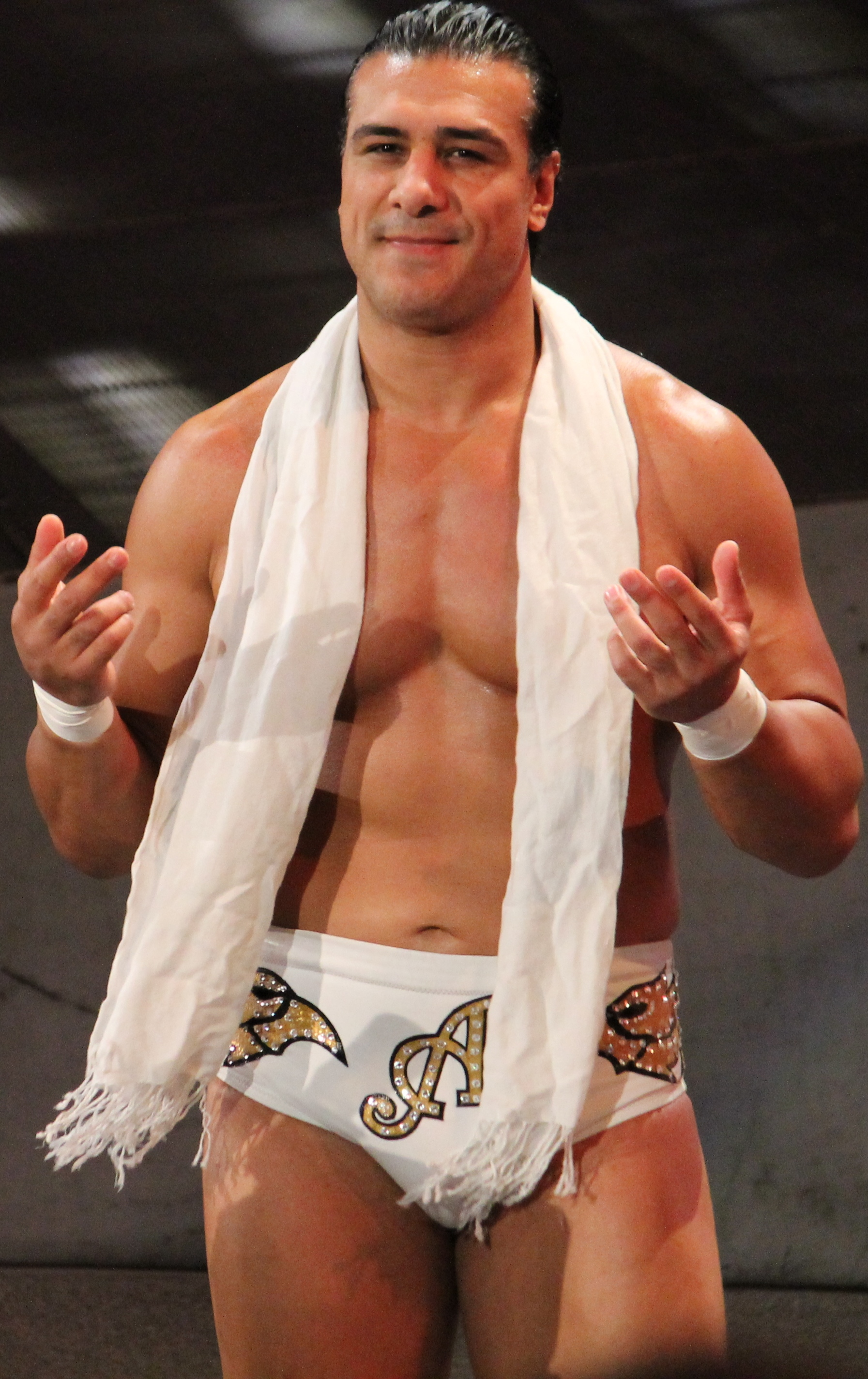
Alberto Del Rio fez um retorno surpresa à WWE no Hell in a Cell, respondendo ao desafio aberto de John Cena e derrotando-o pelo United States Championship.

Na WrestleMania XXX em 2014, Brock Lesnar derrotou The Undertaker para encerrar sua seqüência invicta. Um ano depois no Battleground, Lesnar estava prestes a derrotar Seth Rollins pelo WWE World Heavyweight Championship, quando as luzes se apagaram e Undertaker atacou Lesnar; Lesnar venceu a luta por desqualificação, mas não o título. Depois de uma briga feroz entre os dois no Raw, eles se enfrentariam em uma revanche no SummerSlam. Undertaker derrotou Lesnar de maneira controversa; o cronometrista tocou o gongo após ver Undertaker supostamente indicando submissão; como o árbitro não viu uma submissão e nunca parou a luta, a luta continuou. A confusão permitiu a Undertaker surpreender Lesnar com um golpe baixo antes de prendê-lo em um Hell's Gate, fazendo Lesnar desmaiar, dando a vitória a Undertaker. No Night of Champions, Lesnar estava escalado para enfrentar The Undertaker uma última vez em uma luta Hell in a Cell no evento. Esta seria a segunda luta entre eles na estrutura, já que eles enfrentaram 13 anos atrás pelo WWE Championship no No Mercy 2002.
No Battleground, Bray Wyatt derrotou Roman Reigns após a interferência de Luke Harper. No SummerSlam, Reigns e Dean Ambrose derrotaram Wyatt e Harper. No Night of Champions, Wyatt, Harper e Braun Strowman derrotaram Reigns, Ambrose e Chris Jericho. No episódio de 21 de setembro do Raw, Randy Orton ajudou Reigns e Ambrose a se defenderem de um ataque de Wyatt, Harper e Strowman. Posteriormente, Reigns desafiou Wyatt para uma luta Hell in a Cell no evento, que Wyatt aceitou. Uma luta entre Ambrose e Orton contra Harper e Strowman também foi agendada para o pré-show do Hell in a Cell, mas depois que Orton sofreu uma lesão no ombro, a luta foi cancelada.
No Night of Champions, Kane voltou de uma lesão como "Demon" Kane e atacou Seth Rollins após Rollins manter o WWE World Heavyweight Championship contra Sting. No Live from Madison Square Garden, Demon Kane atacou Rollins depois que Rollins perdeu para John Cena em uma luta steel cage. Posteriormente, Rollins foi escalado para defender seu título contra Demon Kane no evento, mas se Demon Kane perdesse, Corporate Kane, o alter ego de Kane, seria demitido de seu papel como Diretor de Operações.
No Night of Champions, os Dudley Boyz derrotaram os Campeões de Duplas da WWE The New Day por desqualificação, portanto não ganhando os títulos. No Live from Madison Square Garden, os Dudley Boyz novamente venceram por desqualificação. Isso levou a outra revanche pelo título no Hell in a Cell.
O Hell in a Cell também incluiu mais duas revanche do Night of Champions: Charlotte derrotou Nikki Bella para vencer o Divas Championship e Kevin Owens derrotou Ryback para vencer o Intercontinental Championship. Ambos os campeões tiveram que defender seus títulos recém-conquistados contra os ex-campeões.
Uma desafio aberto de John Cena pelo United States Championship também foi agendado para o evento.
Na edição de 19 de outubro do Raw, Sheamus, King Barrett e Rusev derrotaram Dolph Ziggler, Cesaro e Neville. Mais tarde naquela noite, uma revanche entre os trios foi marcada para o pré-show do Hell in a Cell.

## Evento
| Função:                   | Nome:                    |
| ------------------------- | ------------------------ |
| Comentaristas em inglês   | Michael Cole             |
| Comentaristas em inglês   | John "Bradshaw" Layfield |
| Comentaristas em inglês   | Jerry Lawler             |
| Comentaristas em espanhol | Carlos Cabrera           |
| Comentaristas em espanhol | Marcelo Rodriguez        |
| Entrevistador             | Rich Brennan             |
| Anunciadora de ringue     | Lilian Garcia            |
| Árbitros                  | Charles Robinson         |
| Árbitros                  | John Cone                |
| Árbitros                  | Mike Chioda              |
| Árbitros                  | Jason Ayers              |
| Árbitros                  | Chad Patton              |
| Árbitros                  | Ryan Tran                |
| Árbitros                  | Rudy Charles             |
| Painel do pré-show        | Renee Young              |
| Painel do pré-show        | Booker T                 |
| Painel do pré-show        | Corey Graves             |
| Painel do pré-show        | Byron Saxton             |

### Pré-show
Durante o pré-show do Hell in a Cell, Sheamus, King Barrett e Rusev enfrentaram Dolph Ziggler, Cesaro e Neville. No final, Ziggler executou um superkick em Barrett e Cesaro executou um Cesaro Swing em Barrett. Neville executou uma Red Arrow em Barrett para vencer a luta.

### Lutas preliminares
O pay-per-view começou com o desafio aberto de John Cena pelo WWE United States Championship. Zeb Colter interrompeu a promo pré-luta de Cena, apresentando o retorno de Alberto Del Rio como oponente de Cena. O final viu Del Rio reverter um Attitude Adjustment, executar um backstabber e um superkick em Cena, e imobilizou-o para vencer o título pela primeira vez.
Em seguida, Roman Reigns enfrentou Bray Wyatt em uma luta Hell in a Cell. Durante a luta, Wyatt executou um side slam fora do apron do ringue em uma mesa em Reigns para uma contagem de dois. Reigns executou uma powerbomb em Wyatt através de uma mesa para uma contagem de dois. Reigns executou um Spear em Wyatt do apron do ringue através de uma mesa e imobilizou Wyatt para uma contagem de dois. Reigns tentou outro Spear mas Wyatt contra-atacou em um Sister Abigail em Reigns para uma contagem de dois. No final, Reigns jogou Wyatt em um bastão de kendo preso em um turnbuckle e imobilizou Wyatt após um Spear para vencer a luta.
Depois disso, The New Day (Big E e Kofi Kingston) defenderam o WWE Tag Team Championship contra The Dudley Boyz (Bubba Ray Dudley e D-Von Dudley). No final, Big E atingiu Bubba Ray com o trombone de Xavier Woods. Kingston derrotou Bubba Ray após realizar Trouble in Paradise para reter os títulos.
Na quarta luta, Charlotte defendeu o WWE Divas Championship contra Nikki Bella . A luta terminou quando Charlotte forçou Nikki a se submeter ao Figure-Eight Leglock para reter o título.
Depois disso, Seth Rollins defendeu o WWE World Heavyweight Championship contra Kane. Durante a luta, Kane realizou um chokelslam em Rollins para uma contagem de dois. Kane tentou outro chokeslam através de uma mesa de transmissão em Rollins, mas Rollins contra-atacou com um powerbomb em outra mesa de transmissão. No final, Kane tentou outro chokeslam, mas Rollins derrotou Kane após um Pedigree para reter o título.
Na sexta luta, Kevin Owens defendeu o WWE Intercontinental Championship contra Ryback. A luta terminou quando Owens derrotou Ryback após uma pop-up powerbomb para reter o título.

### Evento principal
No evento principal, Brock Lesnar enfrentou The Undertaker em uma luta Hell in a Cell. Este foi o segundo encontro entre os dois dentro da estrutura, com o primeiro encontro ocorrendo no No Mercy em 2002. Durante a luta, Undertaker empurrou Lesnar no poste do ringue, fazendo com que Lesnar sangrasse profusamente, pelo que ele precisou de intervenção médica e 8 pontos após a luta. Lesnar atingiu Undertaker com uma cadeira de aço, fazendo Undertaker sangrar. Undertaker jogou a cadeira na garganta de Lesnar para uma contagem de dois. Lesnar executou dois F-5s em Undertaker que fez o kick out. Lesnar atingiu Undertaker com os degraus de aço para uma contagem de dois. Undertaker aplicou o Hell's Gate em Lesnar, mas Lesnar conseguiu escapar. No final da luta, Lesnar removeu a lona do ringue, expondo o piso do ringue por baixo. Undertaker executou um chokeslam e um Tombstone Piledriver em Lesnar, ambos no chão do ringue exposto, para uma contagem de dois. No final, Lesnar atacou Undertaker com um golpe baixo e executou um terceiro F-5 em Undertaker no chão do ringue exposto para vencer a luta.
Após a luta, a Wyatt Family (Bray Wyatt, Luke Harper, Erick Rowan e Braun Strowman) atacaram The Undertaker. Undertaker lutou, mas eles eventualmente o dominaram e o levaram embora.

## Depois do evento
Na noite seguinte ao evento, no Raw, Bray Wyatt explicou que queria reivindicar a alma de Undertaker e obter seus poderes. Kane então tentou atacar Wyatt, mas foi emboscado e atacado pela Wyatt Family e também foi levado para os bastidores. No Raw de 9 de novembro, The Undertaker e Kane reapareceram e atacaram a Wyatt Family. No episódio de 12 de novembro de Smackdown, Wyatt desafiou Undertaker e Kane para uma luta de duplas no Survivor Series contra dois membros da Wyatt Family de sua escolha, que aceitaram mais tarde naquela noite.
No Raw após o evento, a Authority realizou um torneio colocando os vencedores de suas respectivas lutas no Hell in a Cell uns contra os outros para determinar o próximo desafiante No.1 ao WWE World Heavyweight Championship de Seth Rollins. Roman Reigns venceria a luta Fatal 4-Way também envolvendo Dolph Ziggler, Kevin Owens e Alberto Del Rio para se tornar o desafiante nº 1 e enfrentar Rollins pelo título no Survivor Series. Em 4 de novembro, no entanto, Rollins sofreu múltiplas lesões no joelho durante um show em Dublin, na Irlanda. O torneio agora estava programado para determinar um novo campeão, com as finais realizadas no Survivor Series. Reigns venceu o torneio e o vago WWE World Heavyweight Championship no evento, mas o perdeu imediatamente quando Sheamus usou seu contrato Money in the Bank e conquistou pelo título.
No Raw de 26 de outubro, Paige continuou a persuadir Charlotte e Becky Lynch de que ela não atacou Natalya. Embora ainda não convencidas, Charlotte e Becky permitiram que Paige se juntasse a elas como PCB e enfrentaram o Team Bella naquela noite e foram derrotadas. Após a luta, Paige atacou Charlotte e Becky, cimentando seu heel turn. No Raw de 2 de novembro, Paige derrotou Becky, Sasha Banks e Brie Bella em um luta Fatal 4-Way para determinar a candidata número um ao WWE Divas Championship.
Depois do Hell in a Cell, Jack Swagger rivalizou brevemente com Alberto Del Rio após confrontar Zeb Colter sobre se juntar a Del Rio. Swagger salvou Neville, que foi atacado por Del Rio depois de uma luta, mas perdeu para Del Rio em uma luta de cadeiras no TLC. Enquanto isso, John Cena deu um hiato do wrestling para filmar o reality show American Grit. Ele voltou no episódio de 28 de dezembro do Raw e desafiou Del Rio para uma luta pelo título, que Cena venceu por desqualificação após a interferência da League of Nations. Cena, então, tirou mais tempo após passar por uma cirurgia no ombro em 7 de janeiro de 2016, mas apresentou Kalisto para desafiar Del Rio em seu lugar. Kalisto derrotou Del Rio pelo United States Championship. Cena não voltou em tempo integral até o episódio de 30 de maio do Raw.

## Recepção
O evento recebeu críticas geralmente positivas dos críticos. Larry Csonka do 411MANIA deu ao evento um 7/10. Ele elogiou Wyatt vs. Reigns e Lesnar vs. Undertaker dizendo que ambos os combates foram entregues. O evento principal acabou ganhando o Slammy Award de Luta do Ano.

## Resultados
| Nº                                          | Resultados                                                                                           | Estipulações | Tempo |
| ------------------------------------------- | --- | --- | ----- |
| Pré- show                                   | Dolph Ziggler, Cesaro e Neville derrotaram Rusev, Sheamus e King Barrett                             | Luta de trios | 11:30 |
| 1                                           | Alberto Del Rio (com Zeb Colter) derrotou John Cena (c)                                              | Luta individual pelo WWE United States Championship                                                                                             | 7:48  |
| 2                                           | Roman Reigns derrotou Bray Wyatt                                                                     | Luta Hell in a Cell | 23:03 |
| 3                                           | The New Day (Big E e Kofi Kingston) (c) derrotaram The Dudley Boyz (Bubba Ray Dudley e D-Von Dudley) | Luta de duplas pelo WWE Tag Team Championship                                                                                                   | 8:24  |
| 4                                           | Charlotte (c) derrotou Nikki Bella por submissão                                                     | Luta individual pelo WWE Divas Championship | 10:39 |
| 5                                           | Seth Rollins (c) derrotou Demon Kane                                                                 | Luta individual pelo WWE World Heavyweight Championship Se Demon Kane perdesse, Corporate Kane seria demitido do cargo de Diretor de Operações. | 14:35 |
| 6                                           | Kevin Owens (c) derrotou Ryback                                                                      | Luta individual pelo WWE Intercontinental Championship                                                                                          | 5:35  |
| 7                                           | Brock Lesnar (com Paul Heyman) derrotou The Undertaker                                               | Luta Hell in a Cell | 18:10 |
| (c) – Refere-se aos campeões antes da luta. | | |       |